# Warvillers
 Warvillers  es una población y comuna francesa, en la región de Picardía, departamento de Somme, en el distrito de Montdidier y cantón de Rosières-en-Santerre.

## Demografía
| 105 | 103 | 108 | 72 | 86 | 104 |
| Para los censos de 1962 a 1999 la población legal corresponde a la población sin duplicidades (Fuente: INSEE [Consultar]) |     |     |    |    |     |